# Estudios sobre la histeria
Estudios sobre la histeria (en alemán Studien über Hysterie) es un tratado publicado en 1895 cuyos autores son Sigmund Freud y Josef Breuer. 

## Contenido
En el texto los autores describen el tratamiento de cinco jóvenes muchachas histéricas usando un innovador método terapéutico que consistía en traer a la memoria recuerdos traumáticos olvidados con la ayuda de la hipnosis. Este nuevo método terapéutico fue desarrollado por Breuer a partir de observaciones hechas en el transcurso de su tratamiento de Anna O. (nombre real: Bertha Pappenheim) en 1880 y que fue denominado por él mismo «método catártico». También se desarrollan puntualizaciones sobre uno de los primeros casos de Freud, el caso «Cäcilie M.» (Anna von Lieben).
Freud desarrolló más tarde el psicoanálisis (cuya técnica fundamental es la asociación libre) partiendo de las innovaciones de su colaborador y mentor, pero nunca dejó de acreditar a Breuer como el legítimo descubridor del método catártico.

### Estructura
En la edición de Obras completas de Sigmund Freud, se organiza en 4 partes:
1. I. Sobre el mecanismo psíquico de fenómenos histéricos: comunicación preliminar (Breuer y Freud) (1893)
2. II. Historiales clínicos (Breuer y Freud)
  1. Señorita Anna O. (Breuer)
  2. Señora Emmy von N. (40 años, de Livonia) (Freud)
  3. Miss Lucy R. (30 años) (Freud)
  4. Katharina. . . (Freud)
  5. Señorita Elisabeth von R. (Freud)
3. III. Parte teórica (Breuer)
  1. ¿Son ideógenos todos los fenómenos histéricos?
  2. La excitación tónica intracerebral. Los afectos
  3. La conversión histérica
  4. Estados hipnoides
  5. Representaciones inconscientes e insusceptibles de conciencia. Escisión de la psique
  6. Predisposición originaria; desarrollo de la histeria
4. IV. Sobre la psicoterapia de la histeria (Freud)
  1. Apéndice A. Cronología del caso de la señora Emmy von N.
  2. Apéndice B. Escritos de Freud que versan predominantemente sobre la histeria de conversión

## Recibimiento
En el momento de su publicación, Estudios sobre la histeria no fue bien recibido por la comunidad médica europea. En el libro se presentaron dos puntos de vista diferentes: una causa neurofisiológica y otra psicológica de la histeria. Breuer describió las causas de la histeria postulando una causa neurofisiológica, mientras que Freud utilizó un punto de vista psicológico. Freud llamó Fuente del Nilo a su descubrimiento de que el origen de los trastornos psíquicos se hallaban en la vida sexual de los pacientes.
Para Freud lo relevante era establecer la causalidad psíquica de los fenómenos histéricos y presentar por vez primera una relación causal entre la sexualidad y la neurosis. Particularmente en este último aspecto, J. Breuer no está totalmente de acuerdo con él. Es por esto que en Estudios sobre la histeria el capítulo IV Sobre psicoterapia de la histeria está escrito solo por Freud, Es aquí donde él se hace cargo de esta tesis de manera personal, explicitando su diferencia al respecto con J. Breuer: 

Sería injusto que yo pretendiera cargar a mi estimado amigo Josef Breuer con una excesiva responsabilidad por el desarrollo que he mencionado. Por eso ofrezco las elucidaciones siguientes en mi propio nombre, predominantemente.

A esta advertencia siguen las consideraciones etiológicas, el establecimiento de la causalidad psíquica, inconsciente y sexual de las afecciones neuróticas y las primeras distinciones entre los tipos de neurosis.